# 御厨町
御厨町（みくりやまち）は、栃木県の南西部、足利郡に属していた町である。群馬県と境を接する。現在の足利市南部の御厨地区に相当する。

## 地理
- 河川：渡良瀬川、矢場川

## 人口
- 1920年（大正9年）…4,723人
- 1925年（大正14年）…5,134人
- 1930年（昭和5年）…5,038人
- 1935年（昭和10年）…5,241人
- 1940年（昭和15年）…5,583人
- 1947年（昭和22年）…6,547人
- 1950年（昭和25年）…6,621人

## 歴史
- 1889年（明治22年）4月1日 - 町村制施行。梁田郡に御厨村、梁田村、久野村、筑波村が成立する。
  - 御厨村 ← 福居町，島田村，上渋垂村，高富村の一部
  - 梁田村 ← 梁田村，福富村，下渋垂村
  - 久野村 ← 久保田村，野田村，瑞穂野村
  - 筑波村 ← 小曽根村，羽刈村，高松村，高富村の残部
- 1896年（明治29年）4月1日 - 足利郡と梁田郡の統合により、足利郡に所属する。
- 1921年（大正10年）4月1日 - 御厨村が町制施行し、御厨町が成立する。
- 1955年（昭和30年）3月31日 - 梁田村、久野村、筑波村と合併し、新しく御厨町となる。
- 1962年（昭和37年）10月1日 - 坂西町とともに足利市へ編入される。

## 行政
- 御厨村長（第９代から町長）

| 代 | 氏名         | 就任                      | 退任                       | 備考 |
| -- | ------------ | ------------------------- | -------------------------- | ---- |
| 1  | 田沼武次郎   | 1889年（明治22年）5月14日 | 1893年（明治26年）5月14日  |      |
| 2  | 秋田善太郎   | 1893年（明治26年）5月15日 | 1897年（明治30年）5月10日  |      |
| 3  | 秋田啓三郎   | 1897年（明治30年）5月11日 | 1898年（明治31年）4月21日  |      |
| 4  | 室田久四郎   | 1898年（明治31年）4月21日 | 1899年（明治32年）7月13日  |      |
| 5  | 石川宗吉     | 1899年（明治32年）7月14日 | 1899年（明治32年）8月30日  |      |
| 6  | 笠原直次郎   | 1899年（明治32年）8月31日 | 1907年（明治40年）8月19日  |      |
| 7  | 秋田啓三郎   | 1907年（明治40年）9月7日  | 1915年（大正4年）9月14日   |      |
| 8  | 笠原喜三郎   | 1915年（大正4年）9月21日  | 1919年（大正8年）9月20日   |      |
| 9  | 稲村弥作     | 1919年（大正8年）10月10日 | 1931年（昭和6年）10月9日   |      |
| 10 | 岡村勇       | 1931年（昭和6年）10月10日 | 1945年（昭和20年）2月20日  |      |
| 11 | 稲村己之次郎 | 1945年（昭和20年）2月20日 | 1946年（昭和21年）12月15日 |      |
| 12 | 笠原曻一郎   | 1947年（昭和22年）4月23日 | 1955年（昭和30年）3月30日  |      |

出典:『栃木県町村合併誌』, p. 376-377